# Micubiši Ka-8
Micubiši Ka-8 byl japonský dvojmístný dvouplošný stíhací letoun vyvíjený společností Mitsubishi pro Japonské císařské námořní letectvo. Vývoj byl zastaven ve stádiu prototypu.

## Historie
Roku 1933 Japonské námořní letectvo vypsalo soutěž na vývoj dvoumístného stíhacího letounu. Společnost Micubiši se zapojila s typem interně označeným Ka-8 (námořnictvo jej označovalo 8-ši), jehož vývoj vedli konstruktéři Joji Hattori, Eitaro Sano a Takanosuke Nakamura. První vzlet prototypu proběhl v lednu 1934 ve městě Kakamigahara. Později se připojil ještě druhý prototyp. Vývoj letounu byl ukončen poté, co se druhý prototyp rozpadl ve vzduchu. Při této nehodě zahynul střelec, neboť se mu nerozevřel padák.

## Konstrukce
Jednalo se o jednomotorový dvoumístný dvouplošník smíšené konstrukce. Netypické bylo použití dvojitých ocasních ploch. Měl pevný záďový podvozek. Poháněl jej hvězdicový devítiválec Nakadžima Kotobuki 2 o výkonu 580 k (426 kW) s dvoulistou vrtulí. Posádku tvořili pilot a střelec. Výzbroj tvořily dva synchronizované 7,7mm kulomety a třetí pohyblivý 7,7mm kulomet ovládaný střelcem.

## Specifikace
Údaje podle:

### Technické údaje
- Osádka: 2
- Délka: 7,4 m
- Rozpětí křídel: 10 m
- Výška: 3,35 m
- Nosná plocha: 26 m²
- Hmotnost prázdného stroje: 1 153 kg
- Vzletová hmotnost: 1 700 kg
- Pohonná jednotka: 1× hvězdicový devítiválec Nakadžima Kotobuki 2
- Výkon pohonné jednotky: 580 hp (426 kW)

### Výkony
- Maximální rychlost: 286 km/h ve výšce 3000 m

### Výzbroj
- 3× 7,7mm kulomet